# منتخب تونس تحت 15 سنة لكرة القدم
منتخب تونس تحت 15 سنة لكرة القدم، الملقب بنسور قرطاج، هو الفريق الوطني لكرة القدم تحت 15 سنة في تونس ويتم التحكم فيه من قبل الجامعة التونسية لكرة القدم. يتنافس الفريق في دورة اتحاد شمال أفريقيا تحت 15 سنة.

## البطولات
- دورة اتحاد شمال أفريقيا تحت 15 سنة:
  - البطل (1):  2017
  -  الثالث (2):  2018، 2018

## مواضيع ذات صلة
- الجامعة التونسية لكرة القدم
- منتخب تونس لكرة القدم
- منتخب تونس لكرة القدم للمحليين
- منتخب تونس الأولمبي لكرة القدم
- منتخب تونس تحت 20 سنة لكرة القدم
- منتخب تونس تحت 17 سنة لكرة القدم
- منتخب تونس تحت 15 سنة لكرة القدم
- مشاركات تونس في كأس العالم
- مشاركات تونس في كأس الأمم الافريقية
- مشاركات تونس في بطولة أمم أفريقيا للمحليين